# Cármenes
Cármenes è un comune spagnolo di 441 abitanti situato nella comunità autonoma di Castiglia e León.